# Al Aoula
Al Aoula (قناة الأولى en árabe; La Primera en español) 1 Maroc, también llamada TVM (televisión marroquí, التلفزة المغربية), es una cadena de televisión generalista pública marroquí.

## Historia
La cadena pública marroquí TVM comienza sus emisiones en blanco y negro al día siguiente de la celebración del sexto aniversario de la independencia del país, el 3 de marzo de 1961. El sistema de color analógico SECAM comenzó a emplearse recién en 1972.
El 28 de abril de 2007 la TVM cambió de nombre y de apariencia, convirtiéndose en Al Aoula y presentando la nueva programación, en un intento de hacerse más próxima a los marroquíes.
En marzo de 1993, la TVM comenzó la transición a la televisión digital. Desde entonces, el equipo de TVM se ha fortalecido con la adquisición de cinco nuevas cámaras digitales, que se utilizan para reportajes. También existen una unidad digital y tres unidades de posproducción con teclado electrónico, de las cuales una está en Rabat y las otras dos en Casablanca.

## Organización

### Consejo directivo
- Fayçal Laraichi: presidente de la Sociedad Nacional de Radiodifusión y Televisión (SNRT)
- Mohamed Ayad: director general de la SNRT
- Fatima Baroudi: directora de Información
- Alami Khallouqi: director central de Producción y Programas
- Fatima El Moumen: directora de Relaciones Internacionales
- Said Zaddouk: director de Programas de Arriadia

### Estatuto
El estatuto de Al Aoula ha progresado de un régimen de capacidad jurídica y autonomía financiera a uno de servicio público, tras su integración en la administración central como parte del Ministerio de Comunicación, con un presupuesto propio.

### Capital
Al Aoula pertenece al 100 % a la Société nationale de radiodiffusion et de télévision (SNRT), una sociedad de participación controlada por el Reino de Marruecos.
Al Aoula asegura su equilibrio presupuestario gracias a una subvención del Estado, además de un impuesto sobre la energía doméstica, de los beneficios obtenidos por publicidad emitida en el canal y por la venta de derechos procedentes de los espacios televisivos de producción propia.
El Ministerio de Comunicación puso entre 1995 y 1996 a disposición de la entonces TVM alrededor de 13 millones de dírhams. El presupuesto de la cadena pública aumentó de forma exponencial a partir de 1996, ya que para la temporada 1996-1997 el Estado presupuestó 598 millones de dírhams solo para TVM.

## Programas
La información es un elemento central en la programación de Al Aoula, así como la ficción nacional marroquí. Entre los programas de producción propia destacan:
- Zinat Alhayat (زينة الحياة), telenovela de 120 capítulos que se emite de lunes a viernes.
- Amouddou, serie documental emitida por primera vez en 2002.

## Difusión
Al Aoula dispone de cuatro estudios (dos en Rabat y los otros dos en Casablanca). Con ellos cubre la práctica totalidad de Marruecos y del Sahara Occidental, y los 64 repetidores que por contrato debe mantener como miembro de Eurovisión. Además gestiona Magrebvisión y la torre de telecomunicaciones más grande de Marruecos es la Torre de Radiodifusión y Telecomunicaciones de Aïn Diab, también conocida como Torre ANRT (Autorité Nationale de Réglementation des Télécommunications). Está ubicada en Casablanca y es una estructura emblemática en el panorama de las telecomunicaciones marroquíes. Esta torre es importante porque aloja antenas y equipos de transmisión que son cruciales para la difusión de señales de radio y televisión, así como para las comunicaciones móviles y otros servicios de telecomunicaciones en Marruecos.
Con motivo del 29.º aniversario de la Marcha Verde, en 2004 el gobierno marroquí creó un canal de televisión propio para los territorios ocupados del Sáhara Español, cuyo nombre es Televisión de El Aaiún.
Desde el 3 de marzo de 1993, toda la programación de producción propia de Televisión Marroquí es emitida por el satélite europeo Eutelsat 2F3. Desde entonces los programas pueden ser seguidos por los emigrantes marroquíes en el extranjero. El objetivo de estas emisiones internacionales es doble: por una parte, responder a los deseos de los emigrantes y, por otro, presentar a la opinión pública internacional la imagen de un Marruecos moderno.
El 14 de julio de 2017, el formato de imagen del canal Al Aoula SD cambió de 4:3 a 16:9.